# 헝거 (2008년 영화)
헝거(Hunger)는 스티브 매퀸이 감독을 맡은 2008년에 개봉한 역사 드라마 영화로, 마이클 패스벤더와 리엄 커닝엄, 리엄 맥마흔이 출연했고, 1981년 아일랜드 단식 투쟁을 다루고 있다. 각본은 엔다 월쉬와 매퀸이 썼다.
2008년 칸 영화제에서 첫 상영을 하였고, 영화 제작사상 최초로 황금 카메라상을 수상했다. 시드니 영화제에서 시드니 영화상을 수상하러 간적이 있으며, 벨기에 영화 비평가 협회에서 그랑프리상, 런던 이브닝 스탠더드상에서도 작품상을 수상하였고, 영국 아카데미 영화상에서 2개의 부문에 후보로 올라 1개의 상을 수상했다. 또한 2009년 아일랜드 아카데미 텔레비전 영화상에서도 8개 상에 후보에 올라 6개를 수상했다.
패스벤더는 아일랜드 공화국군 잠정파의 Volunteer이자 1976년에 영국 정부가 폐지한 정치범 지위를 다시 얻고자 공화주의자 수감자들과 함께 2차 아일랜드 단식 투쟁과 앃지 않는 항의 이끈 간부였던 바비 샌즈를 연기하였다.
단식 투쟁과 샌즈의 사망 당시의 시대에 메이즈 왕립 교도소에서 일어난 사건들을 각색하였다.

## 줄거리
영화는 1981년 아일랜드 단식 투쟁을 배경으로, 메이즈 교도소에서 벌어진 사건들을 중심으로 전개된다. 교도관 레이먼드 로한은 출근 준비를 하며 다친 손가락을 살피고 차에 폭탄이 없는지 확인한다. 새로운 수감자 데이비 길렌은 교도소 복장 착용을 거부하여 '비협조 수감자'로 분류되고, 알몸으로 독방에 수감된다. 그의 방에는 이미 배설물로 도배된 벽이 있고, 여자친구는 몸에 숨겨온 라디오를 몰래 넣어준다.
교도관들은 강제로 수감자들을 끌어내 폭행하고 머리카락과 수염을 깎는다. 이에 저항하던 바비 샌즈는 로한의 얼굴에 침을 뱉고, 로한은 분노하며 주먹질을 한다. 나중에 수감자들은 민간인 복장을 받지만 샌즈의 주도로 옷을 찢고 난동을 부린다. 이후 폭동 진압 경찰이 투입되어 수감자들은 구타당하고 항문 검사까지 받는다.
한편, 로한은 정신을 잃은 어머니를 요양원에서 방문하고, 얼마 후 IRA 단원에게 암살당한다. 샌즈는 신부와 대화하며 단식 투쟁의 정당성에 대해 이야기한다. 그는 과거 다리가 부러진 망아지를 안락사시킨 일화를 통해 고통을 끝내는 것이 때로는 옳은 일임을 강조하며, 단식 투쟁이 자신에게 어떤 결과를 가져올지 알지만 가만히 있을 수 없다고 말한다.
시간이 흘러 샌즈는 단식 투쟁으로 인해 심한 고통을 겪는다. 병든 몸을 이끌고 일어서려 하지만 결국 쓰러지고, 간호사는 그의 몸에 새겨진 문신을 보여준다. 샌즈는 마지막까지 저항하며 눈빛으로 간호사를 노려본다. 결국 샌즈는 단식 66일 만에 사망하고, 그의 부모가 임종을 지킨다.
영화는 샌즈가 단식 투쟁 중 영국 하원의원으로 당선되었으며, 7개월간의 단식 투쟁에서 9명의 다른 수감자들이 사망했고, 프로테스트 기간 동안 16명의 교도관이 살해되었다는 사실을 보여준다. 또한 영국 정부가 정치범 지위를 공식적으로 인정하지는 않았지만, 결국 수감자들의 요구를 대부분 수용했다는 사실을 알리며 끝을 맺는다.

## 출연
- 마이클 패스벤더 - 바비 샌즈
  - 키어런 플린 - 12살 시절의 바비
- 리엄 커닝엄 - 도미닉 모런 신부
- 리엄 맥마흔 - 제리 캠벨
- 스튜어트 그레이엄 - 레이먼드 로헌
- 브라이언 밀리건 - 데이비 길런
- 레인 메고 - 로헌 부인
- 캐런 하산 - 제리의 여자친구
- 프랭크 맥커스커 - 교도소장
- 렐러 로디 - 우리리엄
- 헬렌 메이든 - 샌즈 어머니
- 데스 맥알리어 - 샌즈 아버지
- 제프 가트 - 수염남
- 로리 뮐렌 - 신부
- 벤 필 - 진압 경찰관 스티븐 그레이브스
- 헬레나 비린 - 레이먼드 어머니
- 패디 젠킨스 - 히트맨
- 빌리 클라크 - 의료 담당자